# Overture of the Wicked
Overture of the Wicked – EP amerykańskiego zespołu heavy/ thrash metalowego Iced Earth. Zawiera ono jeden zupełnie nowy utwór ("Ten Thousand Strong") oraz nową wersję trylogii "Something Wicked This Way Comes" ("Prophecy", "Birth of the Wicked", "The Coming Curse"; wcześniej na Something Wicked This Way Comes) z wokalami Owensa i zmianami aranżacyjnymi. Wydawnictwo stanowiło zapowiedź pełnowymiarowego albumu studyjnego grupy zatytułowanego Framing Armageddon (Something Wicked Part 1). Overture of the Wicked został wydany 4 czerwca 2007 roku przez SPV.

## Lista utworów
(muz. i sł. Jon Schaffer).
1. Ten Thousand Strong
2. Prophecy
3. Birth of the Wicked
4. The Coming Curse

Edycja japońska
1. Cast In Stone (bonus z japońskiej wersji albumu Days Of Purgatory z roku 1997)
2. Stormrider (bonus z japońskiej wersji albumu Something Wicked This Way Comes z roku 1998)
3. Transylvania (cover Iron Maiden) (bonus z japońskiej wersji albumu Horror Show z roku 2001)
4. Greenface (bonus z japońskiej wersji albumu The Glorious Burden z roku 2004)
5. When The Eagle Cries (wersja akustyczna) (bonus z japońskiej wersji albumu The Glorious Burden z roku 2004)
6. Star (Spangled Banner) (intro amerykańskiej wersji albumu The Glorious Burden 2004)

## Twórcy
Źródło.
- Jon Schaffer – gitara rytmiczna, gitara prowadząca, gitara basowa, wokal wspierający
- Tim Owens – śpiew
- Tim Mills – gitara prowadząca
- Brent Smedley – instrumenty perkusyjne
- Jim Morris - inżynieria dźwięku, produkcja muzyczna
- Morrisound Studios - miksowanie, mastering
- Nathan Perry i Felipe Machado Franco - prace artystyczne[3]